# Лебедь-Сергеевка
Лебедь-Сергеевка — село в Россошанском районе Воронежской области.
Входит в состав Морозовского сельского поселения.

## География
В селе имеется одна улица — Лебедь-Сергеевка.

## История
В 1999 году хутор Лебедь-Сергеевка преобразован в село.

## Население
| 2010 |
| ---- |
| 121  |

Население села в 2000 году составляло 178 человек, в 2005 году — 168 человек.